# John Anderson (football, 1929)
Pour les articles homonymes, voir John Anderson.
John Anderson, appelé aussi Johnny Anderson, est un footballeur écossais né le 8 décembre 1929 à Barrhead et mort le 22 août 2001. Il évoluait au poste de gardien de but.

## Biographie
Il joue pour le club anglais de Leicester City de 1948 à 1959.
International écossais, il reçoit une unique sélection en équipe d'Écosse contre la Finlande en 1954. 
Il fait partie du groupe écossais lors de la Coupe du monde 1954, sans jouer de matchs lors de cette compétition.

## Carrière
- 1948-1959 :  Leicester City